# Ma thuật tình dục
Ma thuật tình dục (Tiếng anh: Sex magic) là bất kỳ loại hoạt động tình dục nào được sử dụng trong các hoạt động ma thuật, nghi lễ hoặc tôn giáo và tâm linh. Một thực hành ma thuật tình dục là sử dụng hưng phấn tình dục hoặc cực khoái với hình dung về một kết quả mong muốn. Một tiền đề được đặt ra bởi các pháp sư tình dục là khái niệm rằng năng lượng tình dục là một loại năng lượng mạnh mẽ có thể được khai thác để vượt qua thực tế nhận thức thông thường của một người.